# Otto Carisch

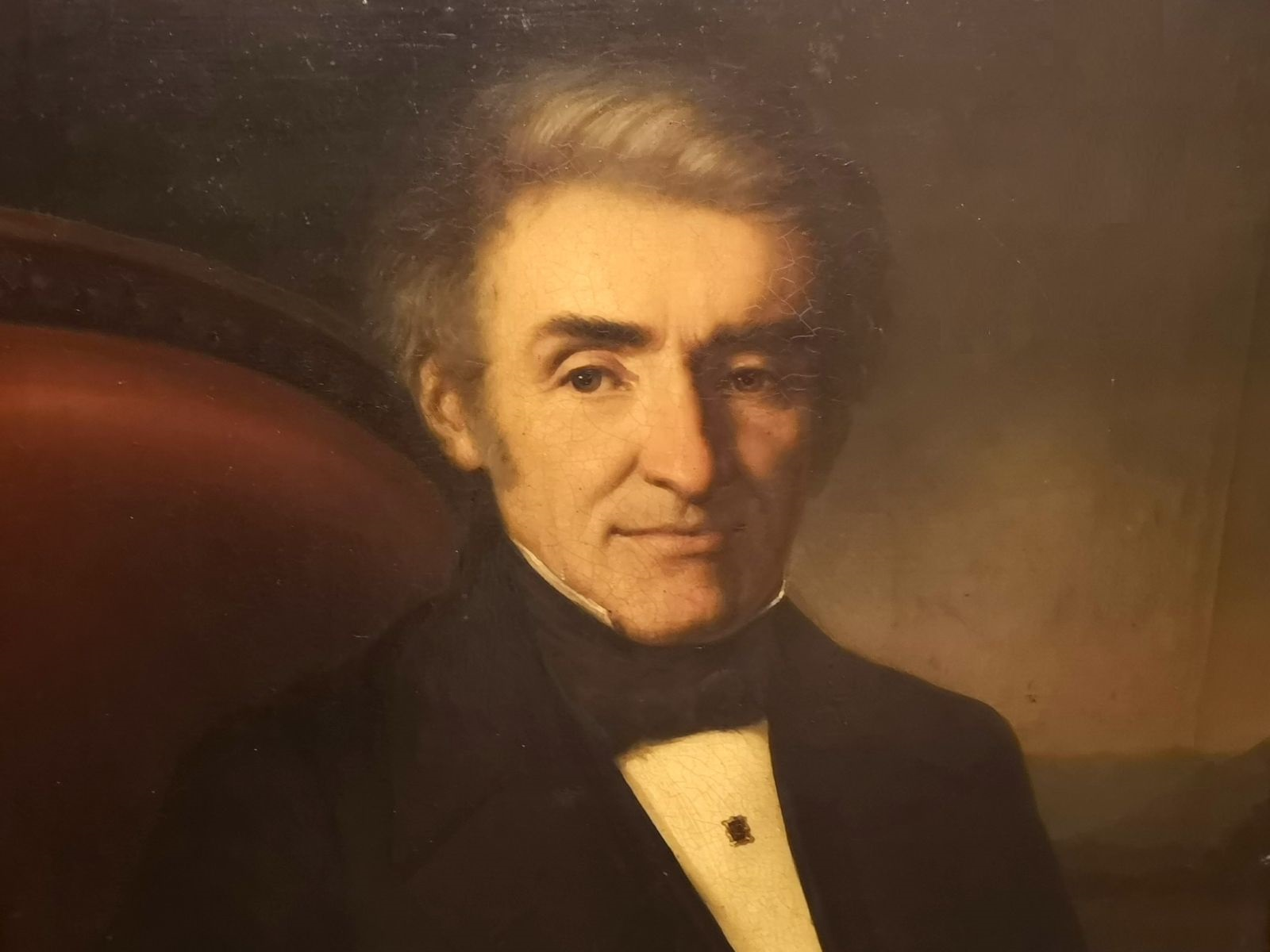
Otto Carisch

Otto Carisch (* 28. September 1789 in Sarn; † Sommer 1858 in Fideris) war ein Schweizer reformierter Pfarrer und Historiker. Er war einer der bedeutendsten evangelischen Pfarrer in der ersten Hälfte des 19. Jahrhunderts in Graubünden.

## Leben
Otto Carisch wurde am 28. September 1789 in Sarn am Heinzenberg als Sohn einer Bauernfamilie geboren. Im Alter von 15 Monaten brachte man ihn seinen Grosseltern in Duvin, damit sie ihn erzogen. In Duvin besuchte er die Schule, danach wurde er an der Privatschule des Pfarrers La Nicca in Flerden unterrichtet. Ab Mai 1806 ging er an eine Kantonsschule in Bern.
Ab 1811 studierte Carisch in Bern Theologie und Pädagogik. 1813 unternahm er eine Sprachreise nach Lausanne und im folgenden Jahr wurde er Hauslehrer bei einer aus dem Engadin stammenden Kaufmannsfamilie in Bergamo. 1818 setzte er das Theologiestudium an der Universität Berlin fort. Da er sich nicht für den Beruf des Pfarrers entschliessen konnte, wurde Carisch 1819 zum Professor der italienischen und deutschen Sprache sowie der Geschichte an der Kantonsschule in Chur ernannt; zwei Jahre später unterrichtete er auch Pädagogik und Methodik. Seine Auffassung der Pädagogik war weitgehend von Johann Heinrich Pestalozzi beeinflusst. Am 22. Juni 1824 wurde Carisch in die evangelisch-rätische Synode aufgenommen und erhielt damit die Berechtigung, im Kanton Graubünden ein Pfarramt auszuüben. 1825 wurde er in Poschiavo zum Pfarrer gewählt. Diese Stelle hatte er bis zum Jahr 1837 inne.
Nach dem Tod seiner Frau ging 1850 Carisch zurück nach Chur, um an der Kantonsschule Italienisch und Religion zu unterrichten. Von 1852 bis 1855 übersetzte er das Neue Testament ins Surselvische. Schon im nächsten Jahr wurde das Werk veröffentlicht. Carisch war mit Nina Camenisch freundschaftlich verbunden und gab 1856 auf eigene Kosten ihre Gedichte eines bünderischen Landmädchens heraus. Im Sommer 1858 verstarb Carisch in Fideris.

## Werke
- Kleine deutsch-italienisch-romanische Wörtersammlung zum Gebrauch in unsern romanischen Landschulen (Chur 1821)
- Hauptparadigmata der romanischen Conjugation und Declination. Oberländer, Engadiner und Oberhalbsteiner Romanisch (Chur 1848)
- Taschen-Wörterbuch der Rhaetoromanischen Sprache in Graubünden, besonders der Oberländer und Engadiner Dialekte (Chur 1848)
- Grammatische Formenlehre der deutschen Sprache und der rätoromanischen im Oberländer und Unterengadiner Dialekt für Romanische (Chur 1851)